# Чорнотисівська сільська рада
| Чорнотисівська сільська рада — колишній орган місцевого самоврядування у Виноградівському районі Закарпатської області з адміністративним центром у с. Чорнотисів. Сільській раді підпорядковані населені пункти: - с. Чорнотисів - с. Холмовець |

## Склад ради
Рада складається з 18 депутатів та голови.

## Керівний склад сільської ради
| ПІБ                       | Основні відомості                                                             | Дата обрання | Дата звільнення |
| ------------------------- | ----------------------------------------------------------------------------- | ------------ | --------------- |
| Талі Микола Карлович      | Сільський голова, 1965 року народження, освіта                                | 26.03.2006   | 31.10.2010      |
| Бровді Михайло Степанович | Сільський голова, 1968 року народження, освіта середня загальна, безпартійний | 31.10.2010   |                 |

Примітка: таблиця складена за даними джерела

## Населення
Згідно з переписом УРСР 1989 року чисельність наявного населення сільської ради становила 4466 осіб, з яких 2155 чоловіків та 2311 жінок.
За переписом населення України 2001 року в сільській раді мешкало 4365 осіб.

### Мова
Розподіл населення за рідною мовою за даними перепису 2001 року:
| Мова       | Відсоток |
| ---------- | -------- |
| українська | 51,21 %  |
| угорська   | 48,31 %  |
| російська  | 0,39 %   |
| молдовська | 0,05 %   |